# Battlestar Galactica: The Plan
Pour les articles homonymes, voir The Plan.
Pour plus de détails, voir Fiche technique et Distribution.
Battlestar Galactica: The Plan est un téléfilm américain réalisé par Edward James Olmos, issu de la franchise Battlestar Galactica. Constitué de nouvelles séquences filmées et d'une compilation de séquences de la série télévisée et de la télésuite, il révèle le plan des Cylons.
Le téléfilm est sorti exclusivement en DVD, Disque Blu-ray et téléchargement le 27 octobre 2009. Il a été diffusé le 10 janvier 2010 sur Syfy aux États-Unis, le 2 avril 2010 sur Sky Premiere au Royaume-Uni et le 6 août 2011 sur Space au Canada.

## Synopsis
L'action se déroule durant les deux premières saisons de la série Battlestar Galactica mais selon le point de vue cylon. Elle débute quelques heures avant l'attaque des Douze Colonies et continue pendant près de 300 jours après l'attaque. L'histoire est centrée principalement sur deux versions de Cavil (Numéro Un), tout d'abord discutant entre eux à bord d'un vaisseau Résurrection en compagnie des corps en stase des 5 derniers, expliquant que le génocide annoncé des 12 colonies sera une leçon pour ceux-ci. Les deux copies vont alors suivre deux destins séparés. La première version ira sur Picon quelques heures avant le bombardement pour y rencontrer Ellen Tigh. Il survivra avec elle aux bombardements et finira comme aumônier à bord de la flotte, organisant les actions de sabotage et de désorganisation aux autres Cylons infiltrés (la mise en accusation de Gaius Baltar par Shelley Godfrey (Numéro Six), l'attentat kamikaze de la deuxième version de Doral (Numéro 5), la destruction des réserves d'eau et la tentative d'assassinat de William Adama par Boomer, etc. L'autre copie, partie sur Caprica pour y rencontrer Caprica Six afin de finaliser l'attaque générale des Cylons, et qui finira comme prêtre dans la résistance sur Caprica occupée par les Cylons.

## Fiche technique
- Réalisation : Edward James Olmos
- Scénario : Jane Espenson
- Musique : Bear McCreary
- Producteur : Ronald D. Moore
- Photographe : Stephen McNutt

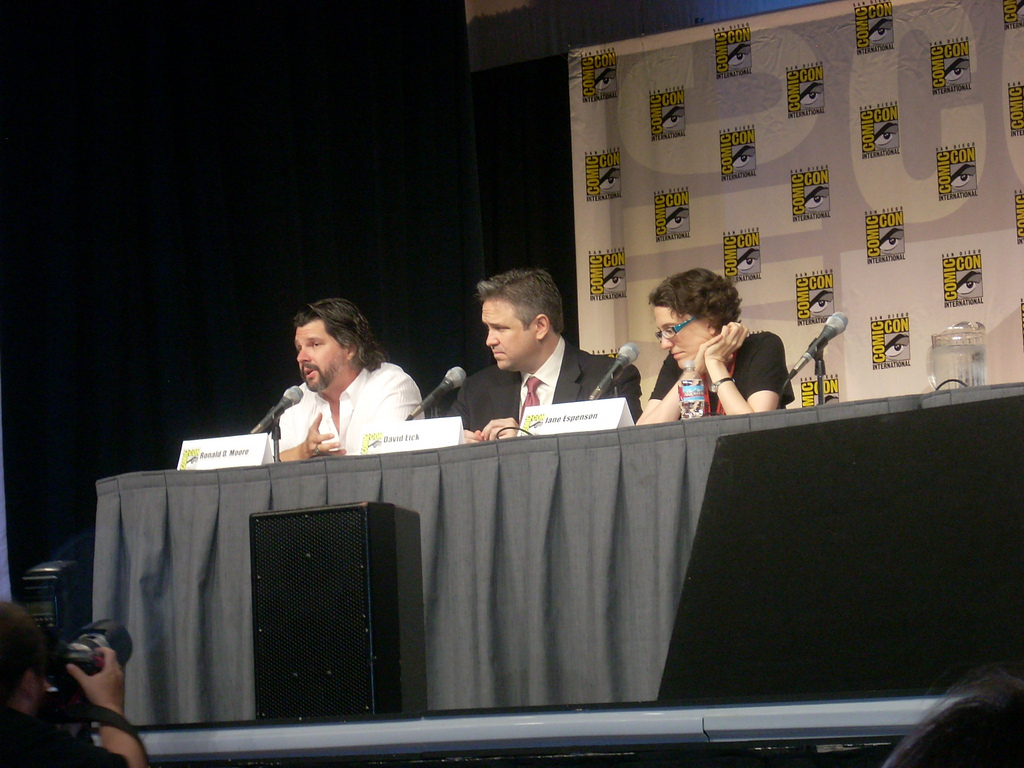
Les producteurs Ronald D. Moore et David Eick et la scénariste Jane Espenson au Comic-Con de San Diego, en 2009

- Montage : Michael Lim et Andrew Seklir
- Pays :  États-Unis
- Langue : Anglais
- Dates de sortie :
  -  États-Unis : 27 octobre 2009
  -  France : 26 janvier 2010

## Distribution
- Edward James Olmos (VF : Philippe Catoire) : William Adama
- Dean Stockwell (VF : Bernard Soufflet) : Numéro Un / F et C Cavil
- Michael Trucco (VF : Ludovic Baugin) : Samuel Anders
- Grace Park (VF : Marie-Ève Dufresne) : Numéro Huit / Boomer
- Michael Hogan (VF : Michel Voletti) : Saul Tigh
- Aaron Douglas (VF : Olivier Cordina) : Galen Tyrol
- Callum Keith Rennie (VF : Gilbert Levy) : Numéro Deux / Leoben Conoy
- Kate Vernon (VF : Laura Zichy) : Ellen Tigh
- Rick Worthy (en) (VF : Frantz Confiac) : Numéro Quatre / Simon
- Lymari Nadal (VF : Agathe Schumacher) : Giana
- Matthew Bennett (VF : Lionel Tua) : Numéro Cinq / Aaron Doral
- Rekha Sharma (VF : Alexandra Garijo) : Tory Foster
- Tricia Helfer (VF : Laura Préjean) : Numéro Six
- Alisen Down (VF : Isabelle Volpe) : Jean Barolay
- Tiffany Lyndall-Knight (VF : Véronique Borgias) : L'hybride
- Bruce Dawson (VF : Pierre Margot) : Coach
- Lawrence Haegert (VF : Fabrice Fara) : Wheeler
- Maya Washington (VF : Hélène Bizot) : Sue Shaun
- Alonso Oyarzun (VF : Tony Marot) : Socinus
- Colin Corrigan (VF : Éric Marchal) : Nowart
- Bodie Olmos (en) (VF : Pascal Grull) : « Hot Dog »
- Leah Cairns (VF : Philippa Roche) : Lt. Margaret 'Racetrack' Edmondson
- James Callis (VF : Guy Chapellier) : Gaius Baltar
- Katee Sackhoff (VF : Ariane Deviègue) : Kara « Starbuck » Thrace
- Jamie Bamber (VF : Mathias Kozlowski) : Lee « Apollo » Adama
- Alessandro Juliani (VF : Thierry Bourdon) : Felix Gaeta
- Kandyse McClure (VF : Fatiha Chriette) : Anastasia « Dee » Dualla-Adama
- Alex Ferris : John, l'enfant ami de Cavil

## Musique
Bear McCreary est revenu mettre en musique The Plan. La bande originale laisse apparaître un son plus primitif, utilisant des instruments ethniques, similaires à celui des premières saisons de la série télévisée, en corrélation avec la période temporelle durant laquelle se déroule le téléfilm.